# Vassilios Brakatsoulas
Basilio Brakatsoulas (Canalia de Karditsa, 5 de febrero de 1929 - 5 de junio de 2024) fue un abogado, político y escritor griego.

## Biografía
Nació en una familia agrícola numerosa y pobre en el pueblo de Canalia de Karditsa el 5 de febrero de 1929, donde también terminó la escuela primaria. Completó sus estudios secundarios en Fanari de Karditsa y en junio de 1952, trabajando y manteniéndose por sus propios medios, se graduó de la Facultad de Derecho de Atenas de la Universidad de Atenas. En 1944, fue cofundador de la primera comunidad estudiantil en la historia de Grecia en el Gimnasio de Fanari de Karditsa, y fue elegido presidente del Departamento Judicial-Disciplinario.
Participó en la Resistencia Nacional. En 1943, a la edad de 14 años, se unió a la EPON. Posteriormente, se unió al espacio de la izquierda y pronto se destacó como líder de las organizaciones juveniles y estudiantiles. Su actividad política comenzó en noviembre de 1949, con miras a las elecciones generales del 5 de marzo de 1950, apoyando la Parada Democrática con líderes como Alexandros Svolos, Giannis Sofianopoulos, Neokosmos Grigoriadis y Stamatis Chatzibeis. Inmediatamente después de las elecciones, fue elegido secretario general de la Juventud del partido de los Demócratas de Izquierda de Giannis Sofianopoulos. Posteriormente, participó en la fundación de la EDA bajo el liderazgo de Giannis Pasalidis. En 1951 fue elegido miembro del comité central de la Juventud Democrática Unida de Grecia (E.D.N.E.) y gestionó la candidatura como diputado de Larisa de Nikos Ploumpidis, miembro del Partido Comunista de Grecia.
Brakatsoulas asistió al juicio de Nikos Belogiannis y sus compañeros y participó en movimientos de defensa de los acusados.
Además, como estudiante de último año de la Facultad de Derecho de Atenas, fue arrestado para ser deportado en marzo de 1952, porque, según el dictamen de la decisión correspondiente, "lideró las manifestaciones de los estudiantes de Atenas a favor de la Unión de Chipre con Grecia", y fue liberado después de aproximadamente un mes debido a las intensas protestas de los estudiantes chipriotas y la intervención del líder chipriota Makarios.
Cumplió sus obligaciones militares en Makronisos bajo un régimen de vida disciplinaria, donde fue torturado y hospitalizado en el 401 S.N.A.
Ejerció la profesión de abogado inicialmente desde 1954 en Karditsa y desde 1970 en Atenas, en el Tribunal Supremo y el Consejo de Estado. Durante muchos años defendió gratuitamente en los tribunales y autoridades administrativas a ciudadanos perseguidos por luchar por sus ideas y derechos.
Resultó gravemente herido en la cabeza como diputado de la EDA y sufrió una conmoción cerebral por golpes de policías y paramilitares en la plaza Syntagma el 15 de mayo de 1961, por apoyar la liberación de los presos en una manifestación, y fue hospitalizado en el Hospital Municipal de Atenas. También, el 15 de octubre de 1961, en el pueblo de Achladia de Karditsa, recibió un ataque con piedras en la cabeza, sufrió una conmoción cerebral y fue hospitalizado en la Clínica Privada Charitou en Karditsa. Afirmó que durante las elecciones de 1961 se planearon otros tres atentados contra su vida, los cuales fueron frustrados por las reacciones y denuncias de los ciudadanos. Posteriormente, luchó contra la Dictadura de los Coroneles (1967-1974), por la cual fue encarcelado y exiliado durante tres años en Gyaro y Partheni de Leros.
Fue elegido diputado de Karditsa en 1958 a la edad de 29 años con EDA, el diputado más joven en el Parlamento griego en ese momento. Más tarde fue elegido diputado del PASOK otras cuatro veces (1989, 1989, 1990 y 1993). Sirvió como presidente del Comité de Asuntos Sociales del Parlamento y representante parlamentario del PASOK.
También sirvió durante años como prefecto de Magnesia (1982-1984) y Ioannina (1984-1986) y gobernador de la región del Egeo Meridional (1987-1989), y secretario general del Ministerio de Trabajo y Seguridad Social (1996-2000).
Fue honrado por el estado griego con diplomas y medallas por su lucha nacional y democrática, y por sus cinco años de persecución, encarcelamiento y deportación en Makronisos, Yaros, Leros y las cárceles de Larissa y Egina. Durante una década fue presidente y luego presidente honorario de la Organización Panhelénica de Combatientes de la Resistencia Nacional (POAEA) y es miembro del triunvirato del Consejo Nacional de Reclamación de Deudas de Alemania hacia Grecia.
También colaboró en cuestiones políticas, históricas y literarias en varios periódicos y revistas de su ciudad natal, Karditsa, y fue editor durante muchos años del periódico semanal "La Voz de Karditsa.".
Su contribución intelectual y obra escrita han sido elogiadas con textos elogiosos publicados en la prensa diaria y periódica de Atenas por Georgios Mavros, presidente de la Unión Central, Theofilos D. Frangopoulos, escritor y crítico de arte, los profesores de la Universidad Augusto-Constantino Bagionas, Vasilis Anagnostopoulos, Kostas Bey, Evangelos Venizelos, Theresa Valala-Petzopoulos, Fanouris Voros, Christos Ziovanas, y el difunto Elias Paraskevas, un destacado jurista.
Finalmente, bajo estas capacidades, participó en conferencias y reuniones internacionales, realizando viajes a todos los países de Europa, la ex Unión Soviética, EE. UU., Cuba, Turquía, Chipre, Israel, China, Egipto y Sudáfrica (Diálogo con el tiempo).
Junto con su difunto hermano Athanasios, financiaron completamente como donación al Municipio de Karditsa el estudio para la restauración del complejo arquitectónico protegido de la "Antigua Central Eléctrica" de Karditsa y su conversión en un espacio de exposiciones y centro cultural.
Falleció el 5 de junio de 2024, a la edad de 95 años.

## Obra científica y literaria

### Jurídica
- 1983: Los Testigos en el Juicio Político, 2 ediciones
- 1984: La Peritación en el Juicio Político, 2 ediciones
- 1985: Los Documentos en el Juicio Político, 2 ediciones
- 1988: La Revocación de la Jurisdicción Desierta, Revocación y Trituración, 2 ediciones
- 1989: Derecho Familiar, 3 ediciones
- 1990: La Apelación en el Juicio Político, 2 ediciones
- 2000: El juicio político (2 volúmenes)
- 2004: La Ley y su Protección, 2 ediciones[23]
- 2007: Órdenes de Pago, Títulos de Crédito y Procedimiento, 11 ediciones[24]
- 2007: Derecho Hereditario, 3 ediciones[25]
- 2010: Apelación y Revisión, 2 ediciones[26]
- 2010: Medidas de Seguridad Social, 6 ediciones[27]
- 2011: Ejecución Forzosa, 3 ediciones[28]
- 2011: Jurisdicción Voluntaria, 11 ediciones[29]

### Varios
- La Ilustración en la Antigua Atenas; la segunda edición se publicó como Sofistas, Nuestra Verdad Judicial. 1997.
- Problemas Generales Populares.
- Sin Justicia.[30]
- El Problema Agrícola y el Movimiento en Grecia.[31]
- Tucídides, la Dimensión Política, 2 ediciones[32]
- El Pensamiento Filosófico desde Tales hasta la Era Moderna.[33][34]
- La Agricultura Griega en los Últimos Años, 2 ediciones
- Elías de Sol, su vida y obra.[35]
- Conversación con el Tiempo (autobiográfico).
- Civilizaciones Históricas.